# Melanoides
Melanoides es un Género de caracoles de agua dulce con un opérculo; son gasterópodos de la familia Thiaridae. 

## Especies
Algunas especies son de Asia (Ej: Melanoides tuberculata) y América del Sur, especialmente en Venezuela (Melanoides granifera); la mayoría son de África (del lago Victoria Melanoides victoriae y el Lago Malawi)
- Melanoides admirabilis (Smith, 1880)[2]
- Melanoides agglutinans (Bequaert & Clench, 1941)[2]
- Melanoides angolensis Mandahl-Barth, 1974[2]
- Melanoides anomala (Dautzenberg & Germain, 1914)[2]
- Melanoides bavayi (Dautzenberg & Germain, 1914)[2]
- Melanoides crawshayi (Smith, 1893)[2]
- Melanoides depravata (Dupuis & Putzeys, 1900)[2]
- Melanoides dupuisi (Spence, 1923)[2]
- Melanoides kisangani Pilsbry & Bequaert, 1927[2]
- Melanoides kinshassaensis (Dupuis & Putzeys, 1900)[2]
- Melanoides langi Pilsbry & Bequaert, 1927[2]
- Melanoides liebrechtsi (Dautzenberg, 1901)[2]
- Melanoides magnifica (Bourguignat, 1889)[2]
- Melanoides manguensis (Thiele, 1928)[2]
- Melanoides mweruensis (Smith, 1893)[2]
- Melanoides nodicincta (Dohrn, 1865)[2]
- Melanoides nsendweensis (Dupuis & Putzeys, 1900)[2]
- Melanoides nyangweensis (Dupuis & Putzeys, 1900)[2]
- Melanoides nyassana (Smith, 1877)[2]
- Melanoides pergracilis (Martens, 1897)[2]
- Melanoides polymorpha (Smith, 1877)[2]
- Melanoides psorica (Morelet, 1864)[2]
- Melanoides pupiformis (Smith, 1877)[2]
- Melanoides recticosta (Martens, 1882)[2]
- Melanoides truncatelliformis (Bourguignat, 1885)[3]
- Melanoides tuberculata (O. F. Müller, 1774)[2]
- Melanoides turriculus (I. Lea, 1850) - fawn melania[4]
- Melanoides turritispira (Smith, 1877)[2]
- Melanoides victoriae (Dohrn, 1865)[2]
- Melanoides voltae (Thiele, 1928)[2]
- Melanoides wagenia Pilsbry & Bequaert, 1927[2]